# Günter Guillaume

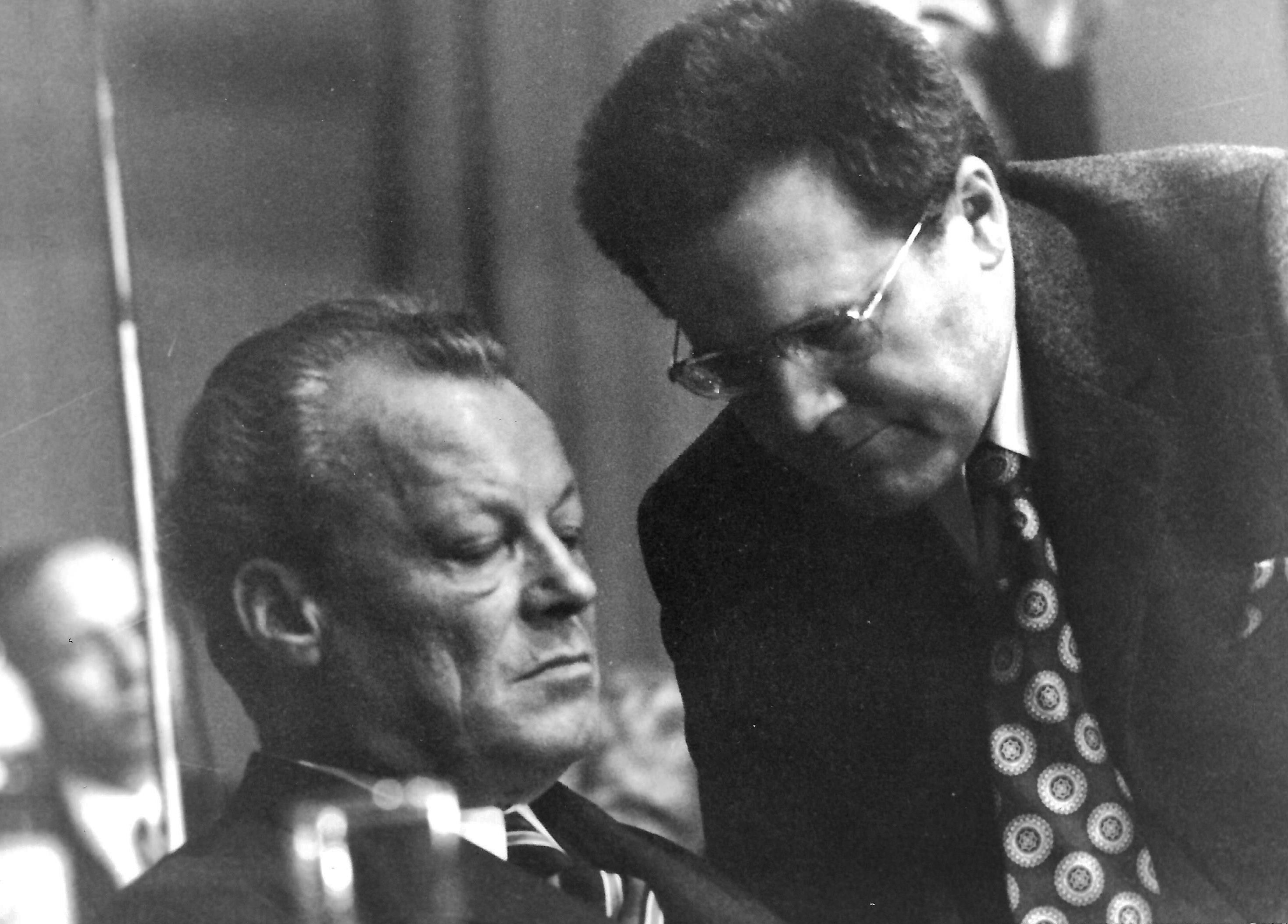
Günter Guillaume (till höger) och Willy Brandt år 1974.

Günter Guillaume, född 1 februari 1927 i Berlin, död 10 april 1995 i Eggersdorf, Brandenburg, var en nära medarbetare till Tysklands förbundskansler Willy Brandt. Avslöjandet av Guillaume som östtysk spion för Stasis civila utrikesspionage Hauptverwaltung Aufklärungs (HV A) räkning ledde till en stor skandal och Brandts avgång.

## Biografi
År 1950 blev Guillaume redaktör för förlaget Volk und Welt i Östberlin. Från 1950 till 1956 tränades han av den östtyska säkerhetstjänsten för ett framtida uppdrag i Västtyskland. År 1951 gifte han sig med sekreteraren Christel Boom som fick samma utbildning och de fick en son, Pierre.
År 1956 flyttade Guillaume och hans hustru till Frankfurt am Main i Västtyskland. År 1957 blev Guillaume medlem i det socialdemokratiska partiet SPD och Christel började jobba som sekreterare hos SPD i Hessen. Guillaume fick snabbt förtroendeposter inom partiet och från 1964 arbetade han heltid för partiet och 1968 blev han invald i stadsfullmäktige i Frankfurt am Main. År 1969 var han kampanjledare för den federale trafikministern George Lebers valkampanj och bevisade sin organisatoriska förmåga genom en lyckad kampanj. Efter valet fick han anställning på förbundskanslerns kansli i Köln. År 1972 utsågs han till förbundskansler Brandts politiske rådgivare. Genom sin ställning hade han tillgång till både hemliga dokument och de politiska diskussioner som fördes där. Guillaume följde Brandt på resor och fick direkt inblick i Brandts privatliv.

### Guillaume-affären

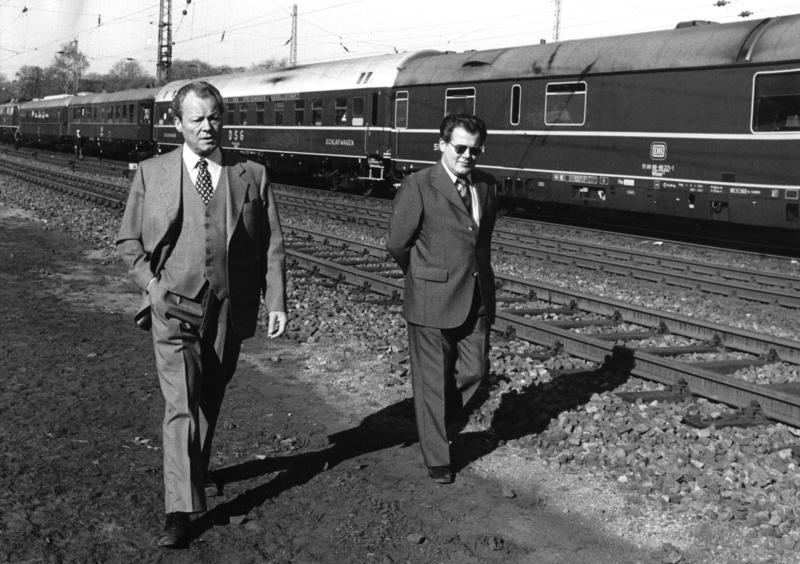
Willy Brandt och Guillaume (till höger) i Niedersachsen 1974.

Den västtyska säkerhetstjänsten hade sedan 1973 uppgifter om att paret Guillaume var en säkerhetsrisk men det dröjde nästan ett år innan de greps. Den 24 april 1974 greps Guillaume i Köln misstänkt för spioneri. Gripandet blev snabbt generande för förbundskanslern, som valde att avgå den 7 maj. I december 1975 dömdes Guillaume till tretton års fängelse och hans hustru till åtta års fängelse för landsförräderi. 
År 1981 kunde paret återvända till Östtyskland i samband med en utväxling av agenter. Paret tilldelades Karl-Marx-Orden, Günter Guillaume utnämndes till överste och Christel Guillaume till överstelöjtnant i säkerhetstjänsten.
Efter att Günter Guillaume haft en affär med Elke Broehl skilde han sig från Christel den 16 december 1981. Guillaume gifte sig med Broehl 1986. I slutet av 1980-talet publicerade han sina memoarer. Han avled 1995 av levercancer.

### Guillaumes roll som spion
I efterhand har Stasiforskaren Helmut Müller Enbergs i “Anatomie der Staatssicherheit - Geschichte, Struktur und Methoden — MfS-Handbuch” visat att Günter Guillaume inte alls varit någon storspion. Mellan 1969 och 1974 ska han ha lämnat 45 informationer till HV A, varav samtliga betygsattes 3 och 4, där 4 innebär att man använt öppna källor, till exempel refererat till en dagstidning. Guillaumes prestationer ska jämföras med IM (Inoffizieller Mitarbeiter=Stasiagent) ”Bob” och ”Petra” som under sin verksamhetsperiod lämnade över 951 informationer, varav 844 ska ha varit av kartläggande karaktär. 54 av de 951 informationerna ska ha gått vidare till DDR:s partiledning. Den verklige toppagenten som infiltrerade västtysk socialdemokrati var kodnamn ”Max”. Under åren 1969–1987 finns 1 603 informationer registrerade. 55 av "Max" informationer betecknades som mycket värdefulla. 229 informationer gick vidare till partiledningen.

## I media och kultur
2014 satte Stockholms stadsteater upp pjäsen Demokrati som handlar om Guillaume-affären.